# Zichy-föld

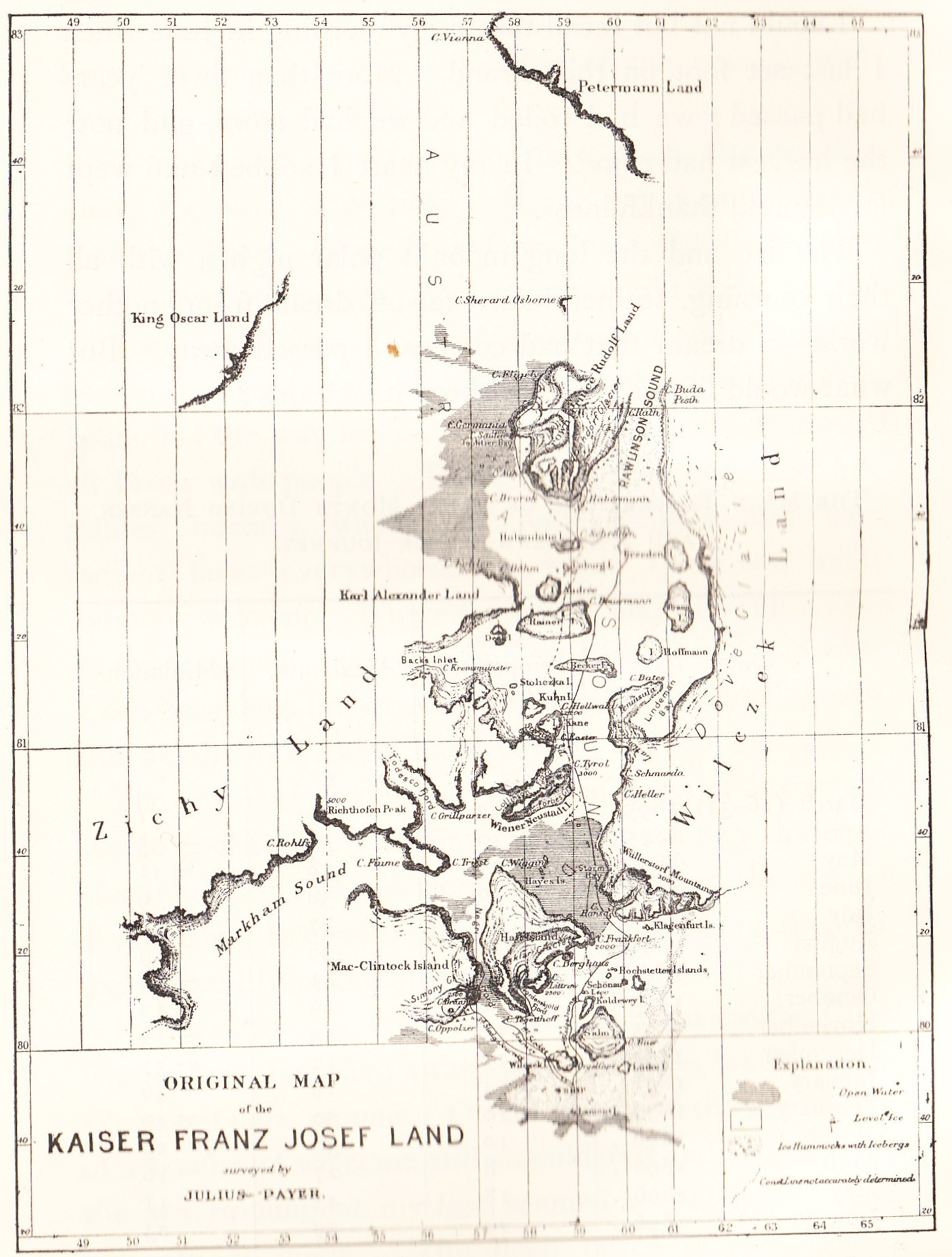
Julius von Payer térképe a felfedezett új szigetekről, a Zichy-földről

A Zichy-föld (oroszul Земля Зичи [Zemlja Zicsi]) a Ferenc József-föld egy al-szigetcsoportja Oroszországban, a Jeges-tengerben. Számos szigetből áll, amelyeket szűk tengerszorosok választanak el egymástól, ám az év legnagyobb részében – telente – a terület teljesen fagyott és a szigetek között gond nélküli az átjutás a jég miatt, a Zichy-föld egységes, fagyott terület. 
Az Ausztria-csatorna választja el a területet a Wilczek-földtől. A Ferenc József-föld legmagasabb pontja, a Richthofen-hegy (620 m) is a Zichy-föld déli részében van.
A Zichy-föld legészakibb pontja a Bema-fok a KarlAlexander-szigeten, a legdélibb pontja a Fiume-fok a Champ-szigeten. A területet a magyar Zichy Ödön grófról nevezték el, aki Johann Wilczek mellett az Osztrák–magyar északi-sarki expedíció fő támogatója volt.

## Részei
- Karl-Alexander-sziget
- Rainer-sziget
- Jackson-sziget
- Payer-sziget
- Greely-sziget
- Ziegler-sziget
- Salisbury-sziget
- Bécsújhelyi-sziget
- Luigi-sziget
- Champ-sziget

## Külső hivatkozások
- Fridtjof Nansen térképe
- Земля Франца-Иосифа (oroszul)